# Konrad Nötel
Friedrich Konrad Nötel, auch Konrad Noetel (* 26. November 1830 in Posen; † 24. Dezember 1902 in Leipzig) war ein deutscher Reichsgerichtsrat.

## Leben
Nötel studierte Rechtswissenschaften unter anderem in Bonn und Heidelberg. Er wurde 1852 vereidigt. 1858 ernannte man ihn zum Kreisrichter in Wreschen. 1867 wurde er zum Kreisgerichtsrat befördert und als Direktor
an das Kreisgericht in Sangerhausen versetzt. 1879 wurde er Landgerichtspräsident in Aurich/Ostfriesland. 1884 wurde er an das Reichsgericht berufen. Er war im IV. Strafsenat und im IV. Zivilsenat tätig. Er verstarb 1902 im Amt.

## Familie
Sein Vater Gustav Friedrich Nötel (1800–1870) war Appellationsgerichtspräsident in Arnsberg. Der Sozialpolitiker und Kirchenrechtler Heinrich Noetel (1861–1946) war sein Sohn. Der Komponist Konrad Friedrich Noetel (1903–1947) war sein Enkel.

## Quelle
- Florian Tennstedt: Heinrich Noetel und die Anfänge der Unfallverhütung in der deutschen Landwirtschaft. In: Bundesverband der landwirtschaftlichen Berufsgenossenschaften (Hrsg.): Soziale Sicherheit in der Landwirtschaft. Prävention in der Landwirtschaftlichen Sozialversicherung. 1976. S. 109; PDF-Datei; 1,16 MB.